# Epitheca semiaquea
Epitheca semiaquea là loài chuồn chuồn trong họ Corduliidae. Loài này được Burmeister mô tả khoa học đầu tiên năm 1839.